# Sufflamen albicaudatum
Sufflamen albicaudatum és un peix teleosti de la família dels balístids i de l'ordre dels tetraodontiformes.

## Morfologia
Pot arribar als 22 cm de llargària total.

## Distribució geogràfica
Es troba des de les costes del Mar Roig fins al Golf d'Oman.